# NADH 탈수소효소

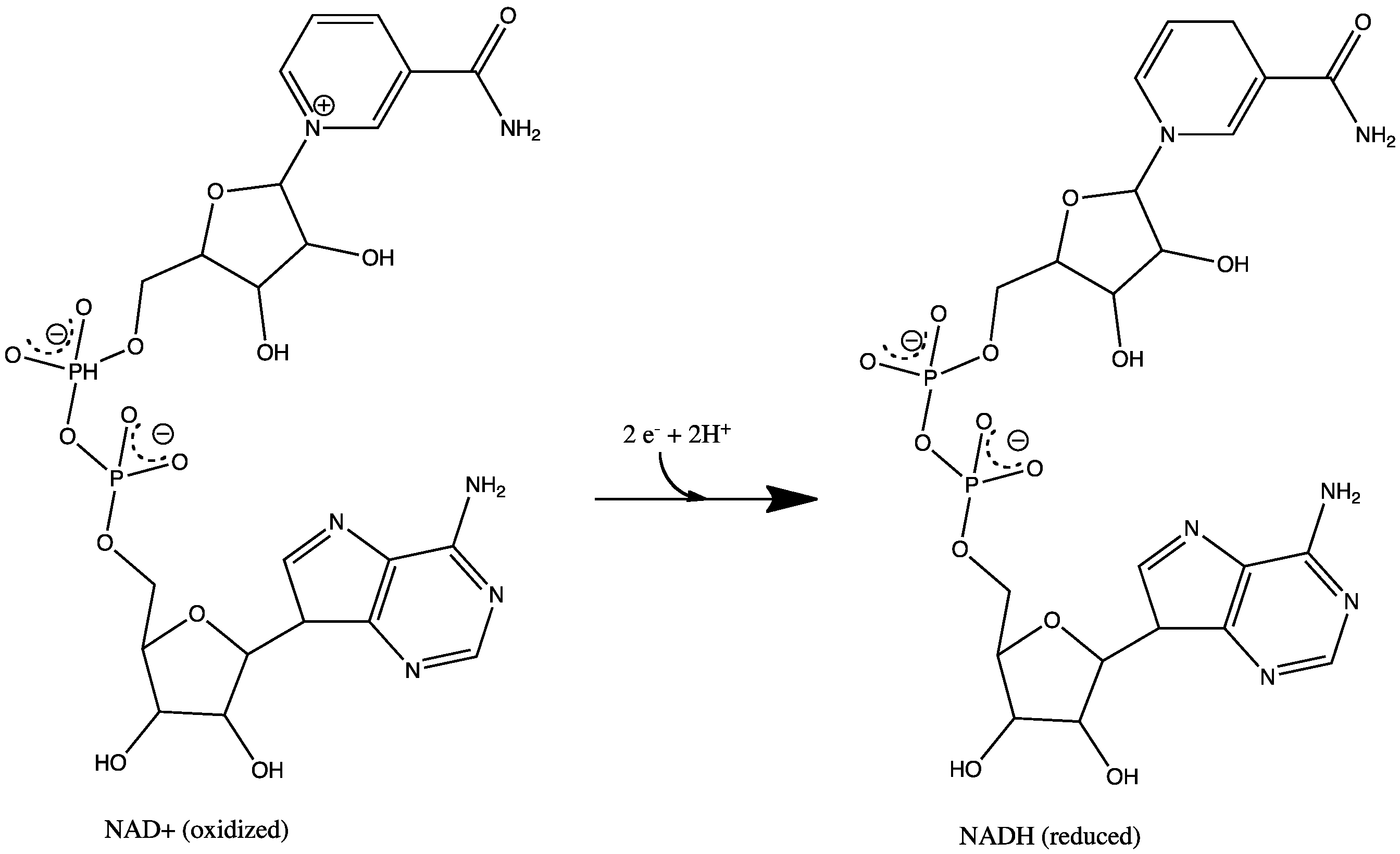
NAD^{+}에서 NADH로의 환원

NADH 탈수소효소(NADH dehydrogenase)는 니코틴아미드 아데닌 다이뉴클레오타이드(NAD)의 환원 형태(NADH)에서 산화 형태(NAD+)로 변환하는 효소이다. NADH 탈수소효소 계열 및 유사체의 구성원은 일반적으로 'NADH : acceptor oxidoreductase' 형식을 사용하여 체계적으로 명명된다. 이러한 효소가 촉매하는 화학 반응은 일반적으로 다음 화학식으로 표현된다.
NADH + H+ + 수용체  NAD+ + 환원 수용체
NADH 탈수소효소는 철-황 센터를 함유하는 플라보 단백질이다.
NADH 탈수소효소는 ATP 생성을 위해 전자전달계에 사용된다.